# New Hampton (Missouri)
New Hampton is een plaats (city) in de Amerikaanse staat Missouri, en valt bestuurlijk gezien onder Harrison County.

## Demografie
Bij de volkstelling in 2000 werd het aantal inwoners vastgesteld op 349.
In 2006 is het aantal inwoners door het United States Census Bureau geschat op 330, een daling van 19 (-5,4%).

## Geografie
Volgens het United States Census Bureau beslaat de plaats een oppervlakte van
1,8 km², geheel bestaande uit land. New Hampton ligt op ongeveer 291 m boven zeeniveau.

## Plaatsen in de nabije omgeving
De onderstaande figuur toont nabijgelegen plaatsen in een straal van 20 km rond New Hampton.